# Генерал-полковник юстиции (специальное звание)
Генерал-полковник юстиции — одно из высших специальных званий в органах внутренних дел Российской Федерации (наряду со званиями генерал-полковника милиции, полиции и внутренней службы) и следственных органах и учреждениях Следственного комитета Российской Федерации.

## История

### Россия
В органах внутренних дел специальное звание генерал-полковника юстиции установлено постановлением Верховного Совета Российской Федерации от 23 декабря 1992 г. № 4202-I «Об утверждении Положения о службе в органах внутренних дел Российской Федерации и текста Присяги сотрудника органов внутренних дел Российской Федерации» и может быть присвоено заместителю Министра внутренних дел Российской Федерации — начальнику Следственного департамента Министерства внутренних дел Российской Федерации (до 2011 года — начальнику Следственного комитета МВД России).
Как высшее специальное звание сотрудников Следственного комитета Российской Федерации установлено статьей 20 Федерального закона от 28 декабря 2010 года № 403-ФЗ «О Следственном комитете Российской Федерации». В Следственном комитете Российской Федерации является вторым по старшинству званием после звания «Генерал юстиции Российской Федерации»..
В соответствии с Перечнем соответствия специальных званий сотрудников Следственного комитета Российской Федерации классным чинам прокурорских работников органов прокуратуры Российской Федерации и воинским званиям, утверждённого указом Президента Российской Федерации от 14 января 2011 года № 38 «Вопросы деятельности Следственного комитета Российской Федерации» звание соответствует классному чину «Государственный советник юстиции 1 класса» и воинскому званию «Генерал-полковник».
В соответствии с Перечнем должностей в Следственном комитете Российской Федерации, по которым предусмотрено присвоение высших специальных званий, утверждённого указом Президента Российской Федерации от 14 января 2011 года № 38 «Вопросы деятельности Следственного комитета Российской Федерации», звание может присваивается первым заместителям и заместителям Председателя Следственного комитета Российской Федерации.

## Генерал-полковники юстиции

### Генерал-полковники юстиции (органы внутренних дел)
1. Кожевников, Игорь Николаевич (1995), заместитель Министра внутренних дел Российской Федерации — начальник Следственного комитета при Министерстве внутренних дел Российской Федерации (1992—1998 г.), заместитель Министра внутренних дел Российской Федерации — начальник Следственного комитета при Министерстве внутренних дел Российской Федерации (1998—1999)
2. Соловьев, Николай Георгиевич (1999), первый заместитель Министра внутренних дел Российской Федерации — начальник Следственного комитета при Министерстве внутренних дел Российской Федерации (1999—2001 г.)
3. Фёдоров, Валерий Иванович (1999), первый заместитель Министра внутренних дел Российской Федерации — начальник Следственного комитета при Министерстве внутренних дел Российской Федерации (1999 г.)
4. Романов, Александр Владимирович (2020), заместитель Министра внутренних дел Российской Федерации – начальник Следственного департамента МВД России (2016—2020)[3]
5. Лебедев, Сергей Николаевич (2023), заместитель Министра внутренних дел Российской Федерации – начальник Следственного департамента МВД России (2020—наст.вр.)[4]

### Генерал-полковники юстиции (Следственный комитет Российской Федерации)
1. Бастрыкин, Александр Иванович (15 января 2011 г.)[2][5]
2. Нырков, Юрий Михайлович (15 января 2011 г.)[2][5]
3. Пискарёв, Василий Иванович (15 января 2011 г.)[2][5]
4. Карнаухов, Борис Михайлович (11 июня 2011 г.)[6]
5. Коротков, Анатолий Павлович (30 июня 2012 г.)[7]
6. Леоненко, Елена Евгеньевна (24 декабря 2012 г.)[8]
7. Лавренко, Андрей Валерьевич (13 декабря 2014 г.)[9]
8. Кабурнеев, Эдуард Валерьевич (8 декабря 2021 г.)[10]